# Orectochilus velatus
Orectochilus velatus is een keversoort uit de familie van schrijvertjes (Gyrinidae). De wetenschappelijke naam van de soort is voor het eerst geldig gepubliceerd in 1940 door Ochs.